# Schizothecium curvuloides
Schizothecium curvuloides är en svampart som först beskrevs av Cain, och fick sitt nu gällande namn av N. Lundq. 1996. Schizothecium curvuloides ingår i släktet Schizothecium och familjen Lasiosphaeriaceae.   Inga underarter finns listade i Catalogue of Life.